# Protonéphridie à flamme vibratile

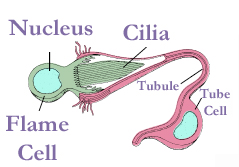
Schéma d'une protonéphridie à cirtocyte, avec sa cirtocyte en vert et sa cellule tubulaire en rouge.

La protonéphridie à flamme vibratile est l'organe excréteur présent chez certains Plathelminthes, Rotiferes et Nemertiens. Elle se distingue des autres protonéphridies par la présence de cirtocytes (ou cellules à flamme vibratile). Elle porte un rôle similaire à celui des solénocytes chez d'autres invertébrés.
La cirtocyte est une cellule ciliée. Le battement de ses cils ressemble à une flamme, d'où son nom « cellule à flamme vibratile ». Ses cils sont concentrés dans la lumière d'une cellule tubulaire, dont la surface interne est également ciliée. Le battement des cils permet de déplacer le liquide interstitiel le long de la cellule tubulaire. Le tube s'ouvre à l'extérieur par un néphridiopore ou, chez les trématodes, par une vessie excrétrice.
La fonction de ces structures est de réguler la pression osmotique de l'organisme et de maintenir son équilibre ionique. Les molécules à excréter pénètrent la cellule tubulaire par l'espace entre cette dernière et la cirtocyte. L'eau et certains ions sont réabsorbés par les microvillosités de la cellule tubulaire.